# 金川河 (南京)

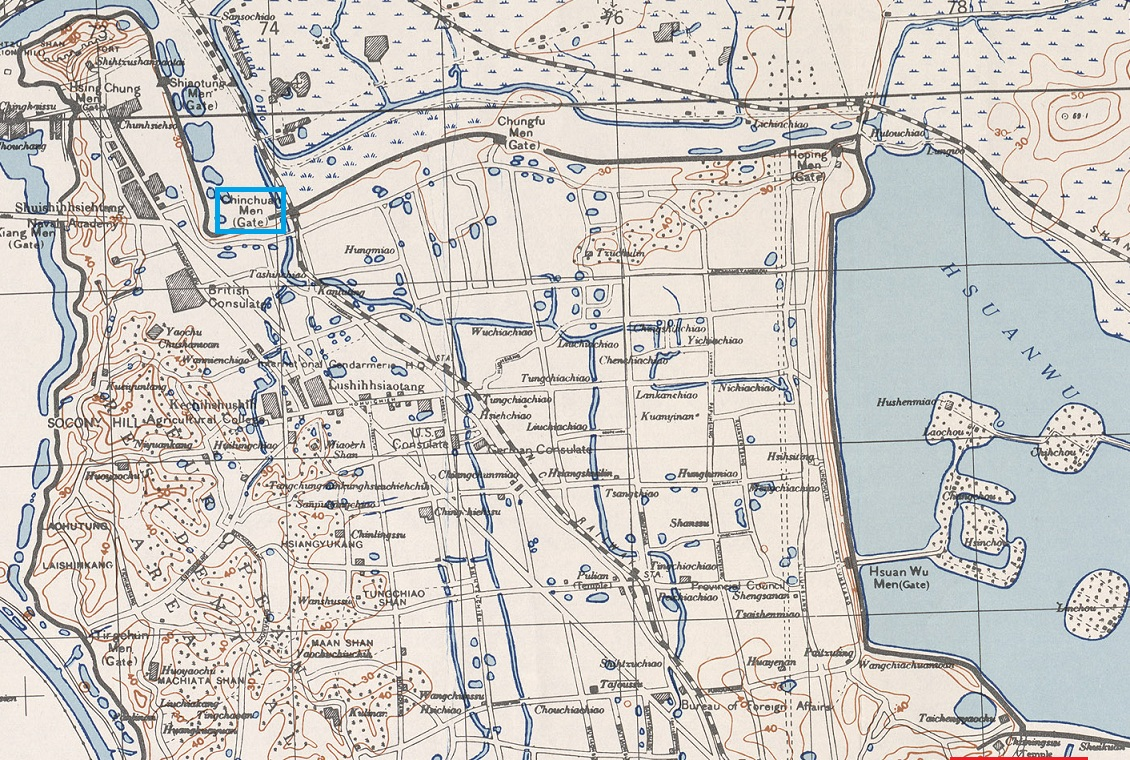
1927年时的南京地图。当时，金川河通过金川门（蓝色框）下的涵洞出城。

金川河，是长江下游的一条支流，位于中国江苏省南京市市区北部，是南京市区仅次于秦淮河的第二大水系。
金川河发源于南京城内鼓楼岗和清凉山北麓，向北汇集玄武湖来水后，经回龙桥，至宝塔桥附近入长江。主流全长12.8公里，流域面积59.32平方公里。